# Atsushi Uchiyama
Atsushi Uchiyama, född 29 juni 1959 i Shizuoka prefektur, Japan, är en japansk tidigare fotbollsspelare.